# Edmonton Oilers
Edmonton Oilers är en kanadensisk ishockeyorganisation vars lag är baserat i Edmonton, Alberta och bildades 1 november 1971 som Alberta Oilers för att deltaga i World Hockey Association (WHA). Inför säsongen 1973–1974 bytte ishockeyorganisationen namn till det nuvarande. Det blev dock bara sju år i den ligan och den 30 mars 1979 blev Oilers en medlemsorganisation till National Hockey League (NHL) när de båda två ligorna gick samman. Hemmaarenan är Rogers Place och invigdes 2016. Laget spelar i Pacific Division tillsammans med Anaheim Ducks, Calgary Flames, Los Angeles Kings, San Jose Sharks, Seattle Kraken, Vancouver Canucks och Vegas Golden Knights.
Oilers var en dominant kraft på mitten och slutet av 1980-talet och bärgade Stanley Cup för säsongerna 1983–1984, 1984–1985, 1986–1987, 1987–1988 och 1989–1990. De har haft en hel del namnkunniga spelare genom åren som Wayne Gretzky, Mark Messier, Jari Kurri, Paul Coffey, Grant Fuhr, Glenn Anderson, Esa Tikkanen, Craig MacTavish, Curtis Joseph, Kevin Lowe, Andy Moog, Ryan Smyth, Doug Weight, Bill Ranford och Bill Guerin.
Oilers stod kanske för den största skandalen i kanadensisk sporthistoria när de 1988 valde att skicka iväg  Wayne Gretzky till amerikanska Los Angeles Kings och bytesaffären blev för omvärlden känd som "The Trade".

## Historia

### Stanley Cup-spel

#### 1980-talet
- 1980 – Vann första ronden mot Philadelphia Flyers med 0–3 i matcher.
- 1983 – Förlorade i finalen mot New York Islanders med 0–4 i matcher.
- 1984 – Vann finalen mot New York Islanders med 4–1 i matcher.
  - Glenn Anderson, Rick Chartraw, Paul Coffey, Pat Conacher, Lee Fogolin, Jr., Grant Fuhr, Randy Gregg, Wayne Gretzky (C), Charlie Huddy, Pat Hughes, Dave Hunter, Don Jackson, Jari Kurri, Willy Lindström, Ken Linseman, Kevin Lowe, Dave Lumley, Kevin McClelland, Larry Melnyk, Mark Messier, Andy Moog, Jaroslav Pouzar, Dave Semenko, Raimo Summanen & Mike Zanier – Glen Sather
- 1985 – Vann finalen mot Philadelphia Flyers med 4–1.
  - Glenn Anderson, Billy Carroll, Paul Coffey, Lee Fogolin, Jr., Grant Fuhr, Randy Gregg, Wayne Gretzky (C), Charlie Huddy, Pat Hughes, Dave Hunter, Don Jackson, Mike Krushelnyski, Jari Kurri, Willy Lindström, Kevin Lowe, Dave Lumley, Kevin McClelland, Larry Melnyk, Mark Messier, Andy Moog, Mark Napier, Jaroslav Pouzar, Dave Semenko & Esa Tikkanen –- Glen Sather
- 1986 – Förlorade i andra rundan mot Calgary Flames med 3–4 i matcher.
- 1987 – Vann finalen mot Philadelphia Flyers med 4–3 i matcher.
  - Glenn Anderson, Jeff Beukeboom, Kelly Buchberger, Paul Coffey, Grant Fuhr, Randy Gregg, Wayne Gretzky (C), Charlie Huddy, Dave Hunter, Mike Krushelnyski, Jari Kurri, Moe Lemay, Kevin Lowe, Craig MacTavish, Kevin McClelland, Marty McSorley, Mark Messier, Andy Moog, Craig Muni, Kent Nilsson, Jaroslav Pouzar, Steve Smith, Esa Tikkanen & Wayne Van Dorp – Glen Sather/John Muckler
- 1988 – Vann finalen mot Boston Bruins med 4–0 i matcher.
  - Keith Acton, Glenn Anderson, Jeff Beukeboom, Geoff Courtnall, Steve Dykstra, Grant Fuhr, Randy Gregg, Wayne Gretzky (C), Dave Hannan, Charlie Huddy, Mike Krushelnyski, Jari Kurri, Normand Lacombe, Kevin Lowe, Craig MacTavish, Kevin McClelland, Marty McSorley, Mark Messier, Craig Muni, Bill Ranford, Daryl Reaugh, Craig Simpson, Steve Smith, Esa Tikkanen & Jim Wiemer – Glen Sather/John Muckler
- 1989 – Förlorade i första ronden mot Los Angeles Kings med 3–4 i matcher.

#### 1990-talet
- 1990 – Vann finalen mot Boston Bruins med 4–1 i matcher.
  - Glenn Anderson, Jeff Beukeboom, Dave Brown, Kelly Buchberger, Grant Fuhr, Martin Gélinas, Adam Graves, Randy Gregg, Charlie Huddy, Petr Klíma, Jari Kurri, Mark Lamb, Kevin Lowe, Craig MacTavish, Mark Messier (C), Craig Muni, Joe Murphy, Bill Ranford, Eldon Reddick, Reijo Ruotsalainen, Vladimír Růžička, Anatoli Semenov, Craig Simpson, Geoff Smith, Steve Smith & Esa Tikkanen – John Muckler.
- 1991 – Förlorade i tredje ronden mot Minnesota North Stars med 1–4 i matcher.
- 1999 – Förlorade i första ronden mot Dallas Stars med 0–4 i matcher.

#### 2000-talet
- 2000 – Förlorade i första ronden mot Dallas Stars med 1–4 i matcher.
- 2009 – Missade slutspel.

#### 2010-talet
- 2010 – Missade slutspel.
- 2019 – Missade slutspel.

#### 2020-talet
- 2020 – Förlorade i kvalificeringsronden mot Chicago Blackhawks med 1–3 i matcher.
- 2025 – Förlorade finalen mot Florida Panthers med 2–4 i matcher.

Spelare med kursiv stil fick inte sina namn ingraverade på Stanley Cup-pokalen.

## Nuvarande spelartrupp

### Spelartruppen 2025/2026
Senast uppdaterad: 9 juli 2025.

Alla spelare som har kontrakt med Edmonton Oilers och har spelat för dem under aktuell säsong listas i spelartruppen. Spelarnas löner är i amerikanska dollar och är vad de skulle få ut om de vore i NHL-truppen under hela grundserien (oktober–april). Löner i kursiv stil är ej bekräftade.
| Målvakter                                                                                     | Målvakter | Målvakter                       | Målvakter         | Målvakter   | Målvakter | Målvakter | Målvakter      | Målvakter                  | Målvakter | Målvakter |
| Nr                                                                                            |           | Namn                            | Namn              | Lön 25/26   |           | Kontrakt  | Kom till laget | Kom ifrån                  |           |           |
| --------------------------------------------------------------------------------------------- | --------- | ------------------------------- | ----------------- | ----------- | --------- | --------- | -------------- | -------------------------- | --------- | --------- |
| 30                                                                                            | Kanada    | Calvin Pickard                  | Calvin Pickard    | $1 000 000  | [ 15 ]    | 2026      | 2023           | Bakersfield Condors        |           |           |
| 74                                                                                            | Kanada    | Stuart Skinner                  | Stuart Skinner    | $3 000 000  | [ 16 ]    | 2026      | 2021           | Bakersfield Condors        |           |           |
| --                                                                                            | Kanada    | Nathaniel Day                   | Nathaniel Day     | $860 000    | [ 17 ]    | 2028      | 2025           | Flint Firebirds            |           |           |
| --                                                                                            | Sverige   | Samuel Jonsson                  | Samuel Jonsson    | $855 000    | [ 18 ]    | 2028      | 2025           | BIK Karlskoga              |           |           |
| --                                                                                            | Kanada    | Matt Tomkins                    | Matt Tomkins      | $775 000    | [ 19 ]    | 2027      | 2025           | Syracuse Crunch            |           |           |
| --                                                                                            | Kanada    | Connor Ungar                    | Connor Ungar      | $860 000    | [ 20 ]    | 2026      | 2024           | Brock Badgers              |           |           |
| Backar                                                                                        |           |                                 |                   |             |           |           |                |                            |           |           |
| Nr                                                                                            |           | Namn                            | Namn              | Lön 25/26   |           | Kontrakt  | Kom till laget | Kom ifrån                  |           |           |
| 2                                                                                             | Kanada    | Evan Bouchard                   | Evan Bouchard     | $12 000 000 | [ 21 ]    | 2029      | 2021           | Södertälje SK              |           |           |
| 14                                                                                            | Sverige   | Mattias Ekholm                  | Mattias Ekholm    | $6 500 000  | [ 22 ]    | 2026      | 2023           | Nashville Predators        |           |           |
| 25                                                                                            | Kanada    | Darnell Nurse − A               | Darnell Nurse − A | $10 000 000 | [ 23 ]    | 2030      | 2015           | Bakersfield Condors        |           |           |
| 27                                                                                            | Kanada    | Brett Kulak                     | Brett Kulak       | $2 250 000  | [ 24 ]    | 2026      | 2022           | Montreal Canadiens         |           |           |
| 44                                                                                            | Kanada    | Josh Brown                      | Josh Brown        | $1 000 000  | [ 25 ]    | 2027      | 2024           | Bakersfield Condors        |           |           |
| 49                                                                                            | USA       | Ty Emberson                     | Ty Emberson       | $1 300 000  | [ 26 ]    | 2027      | 2024           | San Jose Sharks            |           |           |
| 51                                                                                            | Kanada    | Troy Stecher                    | Troy Stecher      | $800 000    | [ 27 ]    | 2026      | 2024           | Arizona Coyotes            |           |           |
| 82                                                                                            | Kanada    | Beau Akey                       | Beau Akey         | $870 000    | [ 28 ]    | 2028      | 2024           | Barrie Colts               |           |           |
| 85                                                                                            | USA       | Cam Dineen                      | Cam Dineen        | $775 000    | [ 29 ]    | 2026      | 2024           | Bakersfield Condors        |           |           |
| 96                                                                                            | Kanada    | Jake Walman                     | Jake Walman       | $3 300 000  | [ 30 ]    | 2026      | 2025           | San Jose Sharks            |           |           |
| --                                                                                            | USA       | Damien Carfagna                 | Damien Carfagna   | $862 500    | [ 31 ]    | 2027      | 2025           | Ohio State Buckeyes        |           |           |
| --                                                                                            | Finland   | Atro Leppänen                   | Atro Leppänen     | $975 000    | [ 32 ]    | 2026      | 2025           | Vasa Sport                 |           |           |
| --                                                                                            | USA       | Alec Regula                     | Alec Regula       | $775 000    | [ 33 ]    | 2027      | 2024           | Providence Bruins          |           |           |
| --                                                                                            | Kanada    | Riley Stillman                  | Riley Stillman    | $775 000    | [ 34 ]    | 2027      | 2025           | Chicago Wolves             |           |           |
| Forwards                                                                                      |           |                                 |                   |             |           |           |                |                            |           |           |
| Nr                                                                                            |           | Namn                            | Pos               | Lön 25/26   |           | Kontrakt  | Kom till laget | Kom ifrån                  |           |           |
| 13                                                                                            | Sverige   | Mattias Janmark                 | VF/HF             | $1 450 000  | [ 35 ]    | 2027      | 2022           | Bakersfield Condors        |           |           |
| 18                                                                                            | Kanada    | Zach Hyman                      | HF/VF             | $6 425 000  | [ 36 ]    | 2028      | 2021           | Toronto Maple Leafs        |           |           |
| 19                                                                                            | Kanada    | Adam Henrique                   | VF/C              | $3 000 000  | [ 37 ]    | 2026      | 2024           | Anaheim Ducks              |           |           |
| 20                                                                                            | USA       | Quinn Hutson                    | HF                | $875 000    | [ 38 ]    | 2026      | 2025           | Boston University Terriers |           |           |
| 21                                                                                            | USA       | Trent Frederic                  | VF/HF             | $4 050 000  | [ 39 ]    | 2033      | 2025           | Boston Bruins              |           |           |
| 22                                                                                            | Kanada    | Matthew Savoie                  | C/YF              | $855 000    | [ 40 ]    | 2027      | 2025           | Bakersfield Condors        |           |           |
| 29                                                                                            | Tyskland  | Leon Draisaitl − A              | C/VF              | $16 500 000 | [ 41 ]    | 2033      | 2015           | Bakersfield Condors        |           |           |
| 42                                                                                            | Kanada    | Jayden Grubbe                   | C                 | $867 500    | [ 42 ]    | 2026      | 2023           | Red Deer Rebels            |           |           |
| 42                                                                                            | Finland   | Kasperi Kapanen                 | HF                | $1 300 000  | [ 43 ]    | 2026      | 2024           | St. Louis Blues            |           |           |
| 43                                                                                            | Ryssland  | Matvej Petrov                   | VF                | $775 000    | [ 44 ]    | 2026      | 2023           | North Bay Battalion        |           |           |
| 46                                                                                            | USA       | Max Jones                       | VF/HF             | $1 000 000  | [ 45 ]    | 2026      | 2025           | Boston Bruins              |           |           |
| 48                                                                                            | Kanada    | Noah Philp                      | C                 | $775 000    | [ 46 ]    | 2026      | 2024           | Bakersfield Condors        |           |           |
| 57                                                                                            | Kanada    | James Hamblin                   | HF/C              | $775 000    | [ 47 ]    | 2026      | 2023           | Bakersfield Condors        |           |           |
| 92                                                                                            | Ryssland  | Vasilij Podkolzin               | HF/VF             | $1 000 000  | [ 48 ]    | 2026      | 2024           | Abbotsford Canucks         |           |           |
| 93                                                                                            | Kanada    | Ryan Nugent-Hopkins1 − 2011 − A | VF/C              | $6 000 000  | [ 49 ]    | 2029      | 2011           | Red Deer Rebels            |           |           |
| 97                                                                                            | Kanada    | Connor McDavid1 – 2015 − C      | C                 | $10 000 000 | [ 50 ]    | 2026      | 2015           | Erie Otters                |           |           |
| --                                                                                            | Kanada    | Connor Clattenburg              | VF                | $855 000    | [ 51 ]    | 2028      | 2024           | Flint Firebirds            |           |           |
| --                                                                                            | USA       | Isaac Howard                    | VF                | $950 000    | [ 52 ]    | 2028      | 2025           | Michigan State Spartans    |           |           |
| --                                                                                            | Finland   | Roby Järventie                  | VF                | $775 000    | [ 53 ]    | 2026      | 2024           | Belleville Senators        |           |           |
| --                                                                                            | Kanada    | Curtis Lazar                    | C/YF              | $775 000    | [ 54 ]    | 2026      | 2025           | New Jersey Devils          |           |           |
| --                                                                                            | Kanada    | Andrew Mangiapane               | HF/VF             | $3 600 000  | [ 55 ]    | 2027      | 2025           | Washington Capitals        |           |           |
| --                                                                                            | Finland   | Viljami Marjala                 | C/VF              | $872 500    | [ 56 ]    | 2027      | 2025           | HC TPS                     |           |           |
| --                                                                                            | Tyskland  | Josh Samanski                   | C/VF              | $975 000    | [ 57 ]    | 2027      | 2025           | Straubing Tigers           |           |           |
| --                                                                                            | USA       | James Stefan                    | HF                | $870 000    | [ 58 ]    | 2027      | 2024           | Portland Winterhawks       |           |           |
| --                                                                                            | Kanada    | Brady Stonehouse                | HF                | $845 000    | [ 59 ]    | 2027      | 2024           | Ottawa 67s                 |           |           |
| --                                                                                            | Tjeckien  | David Tomášek                   | C/HF              | $1 200 000  | [ 60 ]    | 2026      | 2025           | Färjestad BK               |           |           |
| Positioner: C – HF – VF – YF \| C = Lagkapten; A = Assisterande lagkapten \| = Långtidsskadad |           |                                 |                   |             |           |           |                |                            |           |           |

#### Spelargalleri

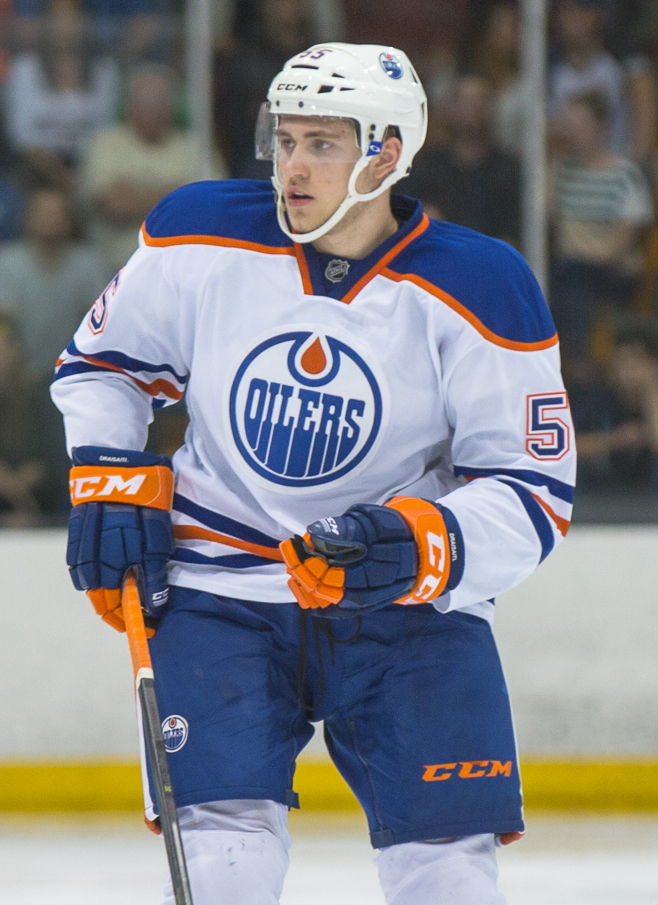
Leon Draisaitl
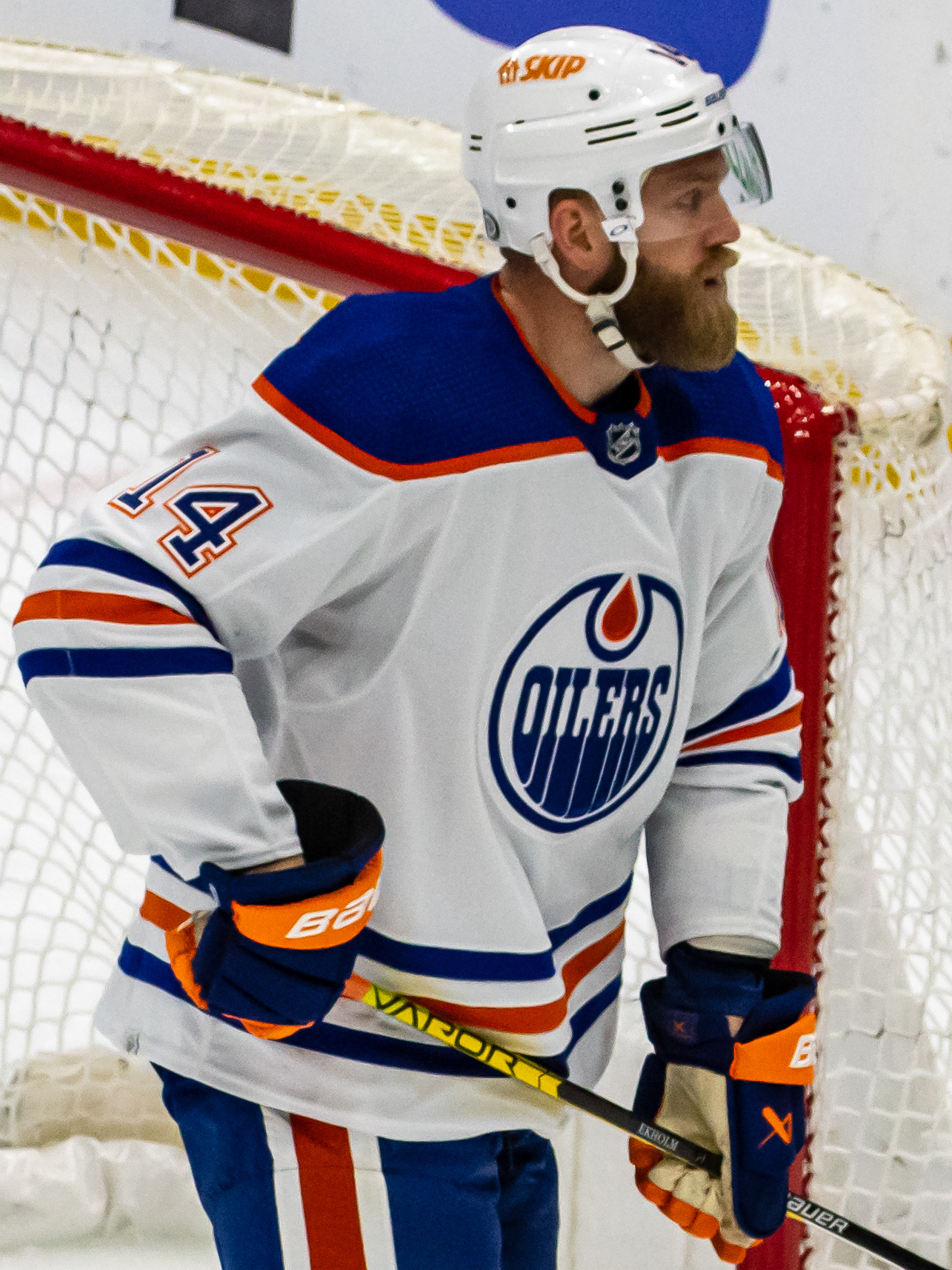
Mattias Ekholm
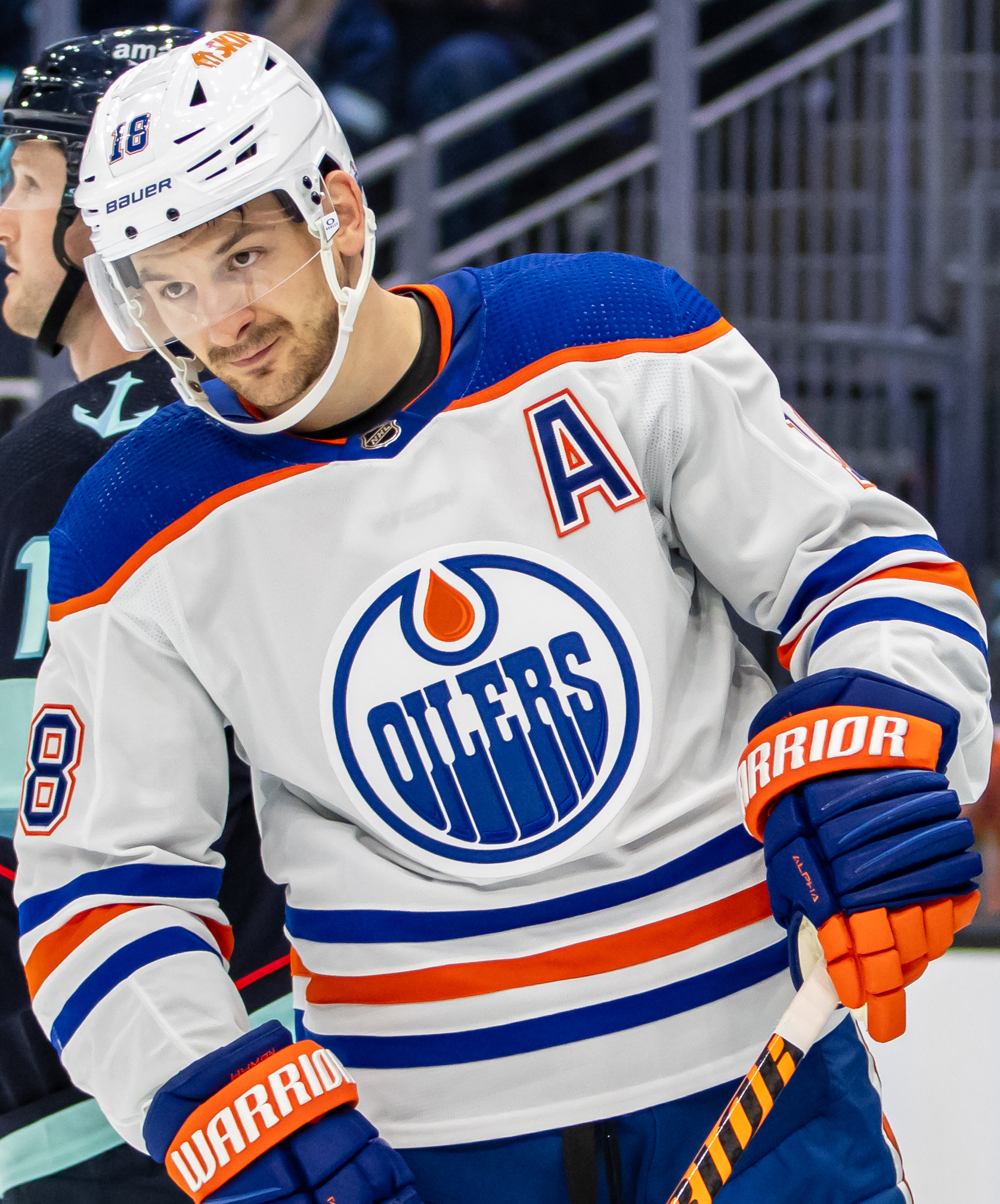
Zach Hyman
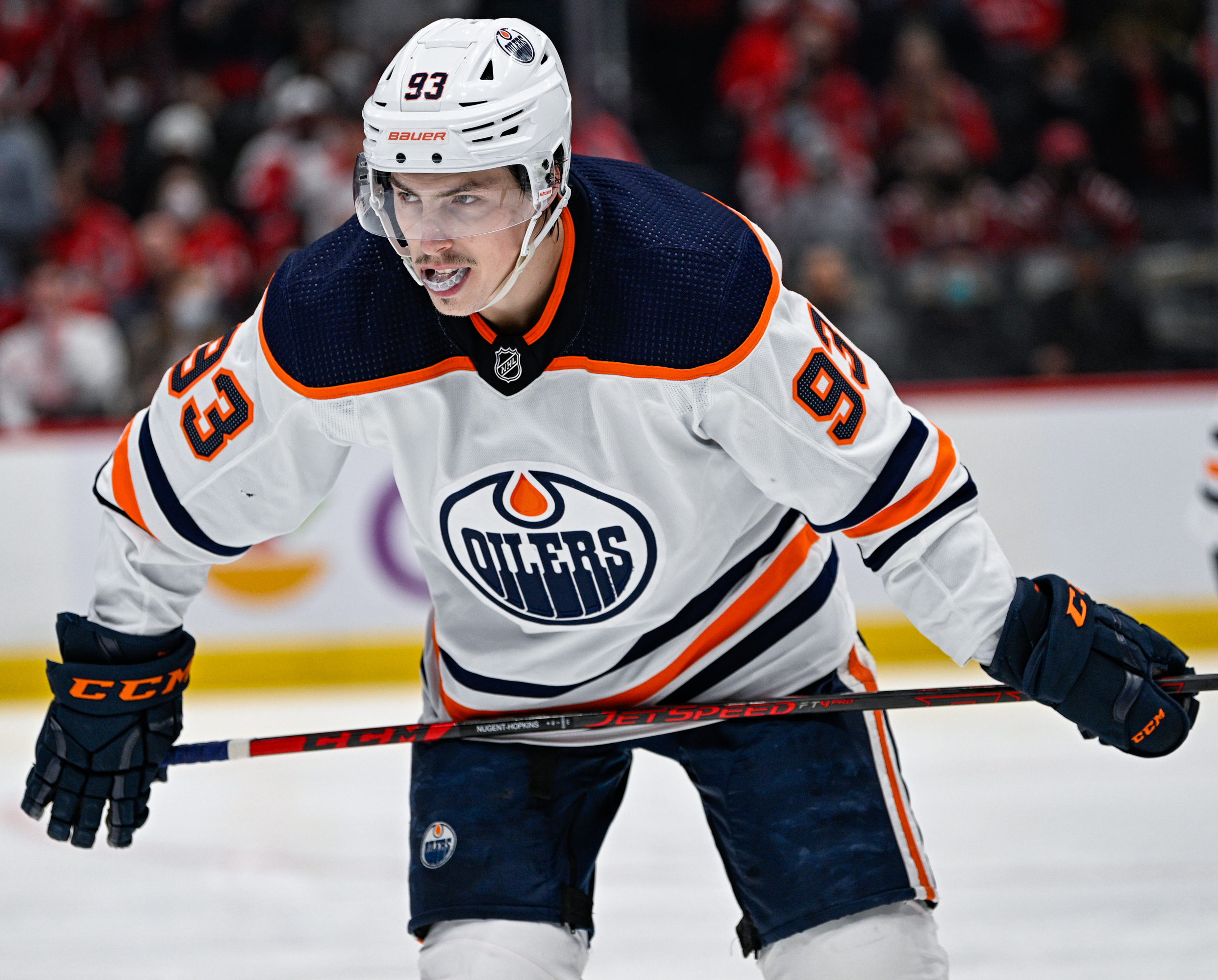
Ryan Nugent-Hopkins
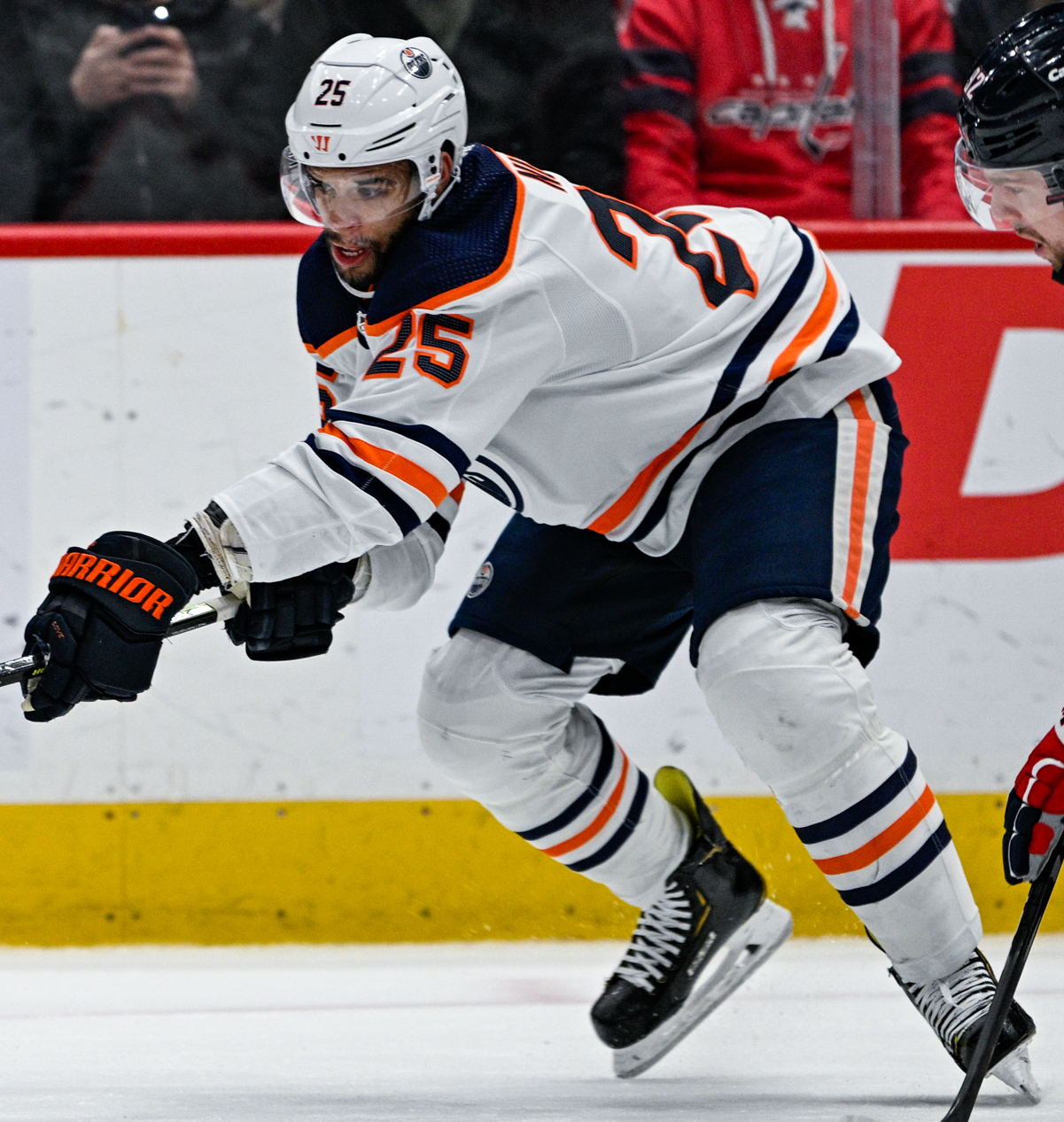
Darnell Nurse
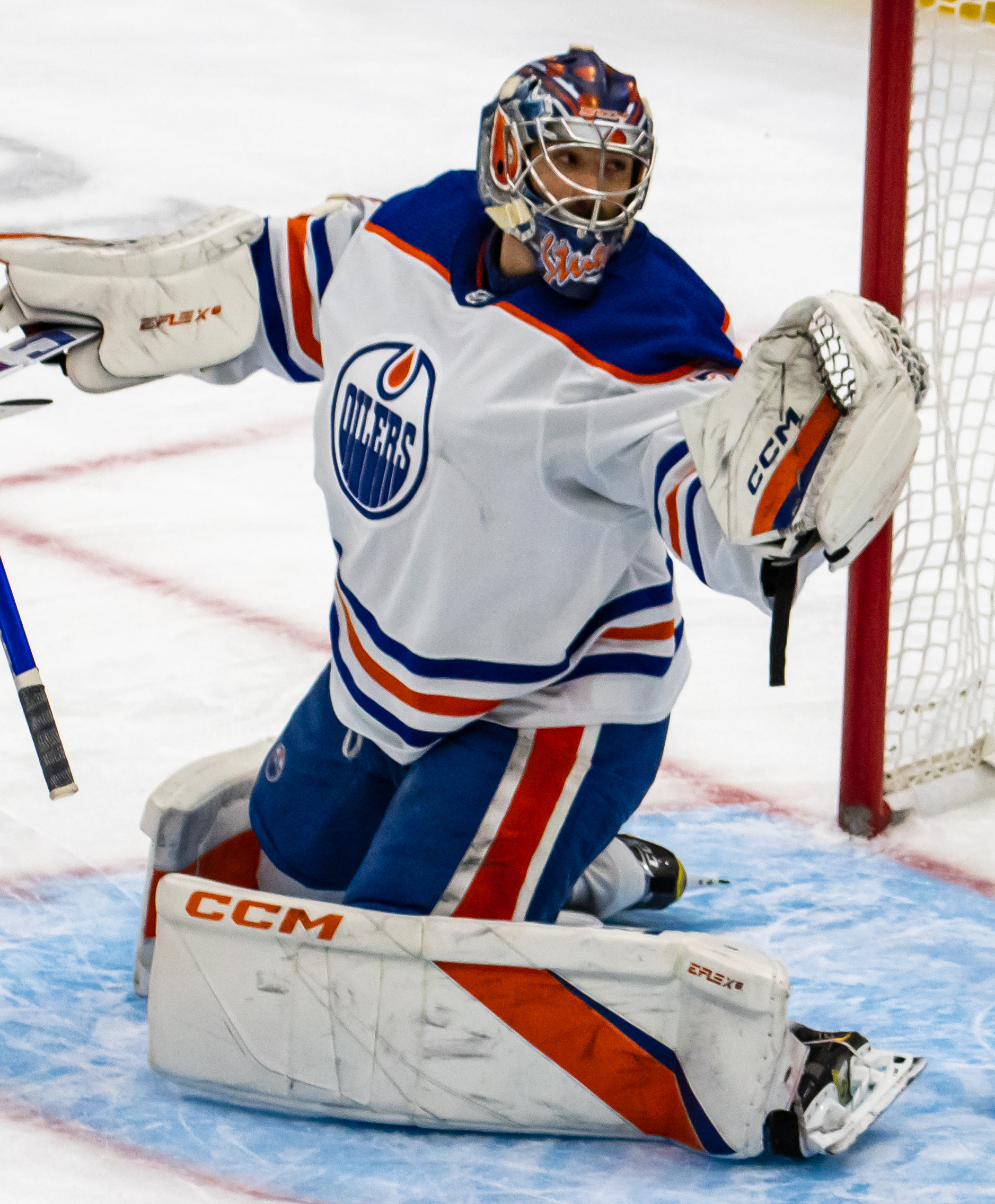
Stuart Skinner

## Staben
Uppdaterat: 26 juli 2024
| Yrkestitel                   | Namn                |
| ---------------------------- | ------------------- |
| General manager              | Stan Bowman         |
| Assisterande general manager | Keith Gretzky       |
|                              | Brad Holland        |
|                              | Bill Scott          |
| Tränare                      | Kris Knoblauch      |
| Assisterande tränare         | Paul Coffey         |
|                              | Glen Gulutzan       |
|                              | Mark Stuart         |
| Målvaktstränare              | Dustin Schwartz     |
| Videotränare                 | Noah Segall         |
| Assisterande videotränare    | Jason Pietrzykowski |
| Skridskotränare              | David Pelletier     |

## Utmärkelser

### Pensionerade nummer
Sju spelarnummer har blivit "pensionerade" av organisationen, det vill säga ingen annan spelare kommer någonsin att få använda samma nummer i Edmonton Oilers. NHL själva pensionerade även Wayne Gretzky:s spelarnummer så att ingen annan medlemsorganisation får använda det.
| - #3 Al Hamilton, 1972–1978 (WHL), 1979–1980 (NHL) - #7 Paul Coffey, 1980–1987 - #9 Glenn Anderson, 1980–1991, 1995–1996 - #11 Mark Messier, 1979–1991 | - #17 Jari Kurri, 1980–1990 - #31 Grant Fuhr, 1981–1991 - #99 Wayne Gretzky, 1978–1979 (WHL), 1979–1988 (NHL) |

### Hall of Famers
| - Jacques Plante (Invald 1978) - Spelare: Spelade i Oilers mellan 1974 och 1974. - Norm Ullman (Invald 1982) - Spelare: Spelade i Oilers mellan 1975 och 1977. - Glen Sather (Invald 1997) - Ledare: Var president, general manager och coach för Oilers mellan 1976 och 2000. - Wayne Gretzky (Invald 1999) - Spelare: Spelade i Oilers mellan 1978 och 1988. - Jari Kurri (Invald 2001) - Spelare: Spelade i Oilers mellan 1980 och 1990. | - Roger Neilson (Invald 2002) - Ledare: Var videoanalytiker för Oilers mellan 1983 och 1984. - Grant Fuhr (Invald 2003) - Spelare: Spelade i Oilers mellan 1981 och 1991. - Paul Coffey (Invald 2004) - Spelare: Spelade i Oilers mellan 1980 och 1987. - Mark Messier (Invald 2007) - Spelare: Spelade i Oilers mellan 1979 och 1991. - Glenn Anderson (Invald 2008) - Spelare: Spelade i Oilers mellan 1980 och 1991 samt 1995 och 1996. |

### Troféer
| Art Ross Trophy - Wayne Gretzky: 1980–1981, 1981–1982, 1982–1983, 1983–1984, 1984–1985, 1985–1986 & 1986–1987 Conn Smythe Trophy - Mark Messier: 1983–1984 - Wayne Gretzky: 1984–1985, 1987–1988 - Bill Ranford: 1989–1990 Hart Memorial Trophy - Wayne Gretzky: 1979–1980, 1980–1981, 1981–1982, 1982–1983, 1983–1984, 1984–1985, 1985–1986 & 1986–1987 - Mark Messier: 1989-90 | Jack Adams Award - Glen Sather: 1985–1986 James Norris Memorial Trophy - Paul Coffey: 1984–1985 & 1985–1986 King Clancy Memorial Trophy - Kevin Lowe: 1989–1990 - Ethan Moreau: 2008–1909 Lady Byng Memorial Trophy - Wayne Gretzky: 1979–1980 - Jari Kurri: 1984–1985 Lester B. Pearson Award/Ted Lindsay Award - Wayne Gretzky: 1981–1982, 1982–1983, 1983–1984, 1984–1985 & 1986–1987 - Mark Messier: 1989–1990 NHL Plus/Minus Award - Charlie Huddy: 1982–1983 - Wayne Gretzky: 1983–1984, 1984–1985 & 1986–1987 Vezina Trophy - Grant Fuhr: 1987–1988 |

## General manager
| WHA - Bill Hunter, 1973–1976 - Armand Guidolin, 1976–1977 - Brian Conacher, 1977–1978 - Larry Gordon, 1978–1979 | NHL - Larry Gordon, 1979–1980 - Glen Sather, 1980–20001 - Kevin Lowe, 2000–2008 - Steve Tambellini, 2008–2013 - Craig MacTavish, 2013–2015 - Peter Chiarelli, 2015–2019 - Keith Gretzky, 2019 - Ken Holland, 2019–2024 - Jeff Jackson, 2024 - Stan Bowman, 2024– |

## Tränare
| WHA - Ray Kinasewich, 1972 - Bill Hunter, 1973 - Brian Shaw, 1973–19751 - Bill Hunter, 1975 - Clare Drake, 1975–1976 - Bill Hunter, 1976 - Armand Guidolin, 1976–1977 - Glen Sather, 1977–1979 | NHL - Glen Sather, 1979–1980 - Bryan Watson, 1980 - Glen Sather, 1980–19891 - John Muckler, 1989–19911 - Ted Green, 1991–1993 - Glen Sather, 1993–1994 - George Burnett 1994 - Ron Low, 1994–1999 - Kevin Lowe, 1999–2000 - Craig MacTavish, 2000–2009 - Pat Quinn, 2009–2010 - Tom Renney, 2010–2012 - Ralph Krueger, 2012–2013 - Dallas Eakins, 2013–2014 - Todd Nelson, 2014–2015 - Todd McLellan, 2015–2018 - Ken Hitchcock, 2018–2019 - Dave Tippett, 2019–2022 - Jay Woodcroft, 2022–2023 - Kris Knoblauch, 2023– |

## Lagkaptener
| WHA - Al Hamilton, 1972–1976 - Glen Sather, 1976–1977 - Paul Shmyr, 1977–1979 | NHL - Ron Chipperfield, 1979–1980 - Blair MacDonald, 1980–1981 - Lee Fogolin, Jr., 1981–1983 - Wayne Gretzky, 1983–19881 - Mark Messier, 1988–19911 - Kevin Lowe, 1991–1992 - Craig MacTavish, 1992–1994 - Ingen var utsedd som kapten, 1994–1995 - Shayne Corson, 1995 - Kelly Buchberger, 1995–1999 - Doug Weight, 1999–2001 - Jason Smith, 2001–2007 - Ethan Moreau, 2007–2010 - Shawn Horcoff, 2010–2013 - Andrew Ference, 2013–2016 - Connor McDavid, 2016– |

1 Vann Stanley Cup med Oilers.

## Statistik

### Poängledare
Topp tio för mest poäng i klubbens historia. Siffrorna uppdateras efter varje genomförd säsong.

Pos = Position; SM = Spelade matcher; M = Mål; A = Assists; P = Poäng; P/M = Poäng per match * = Fortfarande aktiv i klubben ** = Fortfarande aktiv i NHL

#### Grundserie
Uppdaterat efter 2011-12
| Spelare         | Pos | SM  | M   | A     | P     | P/M  |
| Wayne Gretzky   | C   | 768 | 626 | 1,147 | 1,773 | 2.31 |
| Jari Kurri      | HF  | 754 | 474 | 569   | 1,043 | 1.38 |
| Mark Messier    | C   | 851 | 392 | 642   | 1,034 | 1.22 |
| Glenn Anderson  | HF  | 845 | 417 | 489   | 906   | 1.07 |
| Paul Coffey     | B   | 532 | 209 | 460   | 669   | 1.26 |
| Ryan Smyth*     | VF  | 851 | 284 | 311   | 595   | .70  |
| Doug Weight     | C   | 588 | 157 | 420   | 577   | .98  |
| Esa Tikkanen    | VF  | 490 | 178 | 258   | 436   | .89  |
| Shawn Horcoff** | C   | 765 | 155 | 280   | 435   | .57  |
| Aleš Hemský     | HF  | 559 | 124 | 307   | 431   | .77  |

#### Slutspel
Uppdaterat efter 2011-12
| Spelare        | Pos | SM  | M  | A   | P   | P/M  |
| Wayne Gretzky  | C   | 120 | 81 | 171 | 252 | 2.10 |
| Mark Messier   | C   | 166 | 80 | 135 | 215 | 1.29 |
| Jari Kurri     | HF  | 146 | 92 | 110 | 202 | 1.38 |
| Glenn Anderson | HF  | 164 | 81 | 102 | 183 | 1.11 |
| Paul Coffey    | B   | 94  | 36 | 67  | 103 | 1.09 |
| Esa Tikkanen   | VF  | 114 | 51 | 46  | 97  | .85  |
| Charles Huddy  | B   | 138 | 16 | 61  | 77  | .55  |
| Craig Simpson  | VF  | 67  | 36 | 32  | 68  | 1.01 |
| Kevin Lowe     | B   | 172 | 9  | 43  | 52  | .30  |
| Randall Gregg  | B   | 130 | 13 | 37  | 50  | .38  |

## Svenska spelare

### WHA
Uppdaterat: 2012-06-24
| Utespelare  | Utespelare | Utespelare | Utespelare | Utespelare | Utespelare | Utespelare | Utespelare | Utespelare | Utespelare | Utespelare | Utespelare | Utespelare | Utespelare | Utespelare | Utespelare | Utespelare |
| Spelare     | Pos        | Tröjnummer | K/A        | Från       | Till       | Matcher¹   | Mål¹       | Assists¹   | Poäng¹     | PIM¹       | Matcher²   | Mål²       | Assists¹   | Poäng²     | PIM²       | Mästare    |
| ----------- | ---------- | ---------- | ---------- | ---------- | ---------- | ---------- | ---------- | ---------- | ---------- | ---------- | ---------- | ---------- | ---------- | ---------- | ---------- | ---------- |
| Juha Widing | C          | 11         |            | 1977       | 1978       | 71         | 18         | 24         | 42         | 8          | 0          | 0          | 0          | 0          | 0          | 0          |

### NHL
Uppdaterat: 2012-06-24
| Målvakter        | Målvakter  | Målvakter | Målvakter | Målvakter | Målvakter | Målvakter  | Målvakter | Målvakter | Målvakter | Målvakter | Målvakter | Målvakter | Målvakter  | Målvakter | Målvakter | Målvakter | Målvakter | Målvakter   |
| Spelare          | Tröjnummer | Från      | Till      | Matcher¹  | Vinster¹  | Förluster¹ | Övertid¹  | GAA¹      | SVS%¹     | Nollor¹   | Matcher²  | Vinster²  | Förluster² | Övertid²  | GAA²      | SVS%²     | Nollor²   | Stanley Cup |
| ---------------- | ---------- | --------- | --------- | --------- | --------- | ---------- | --------- | --------- | --------- | --------- | --------- | --------- | ---------- | --------- | --------- | --------- | --------- | ----------- |
| Tommy Salo       | 35         | 1999      | 2004      | 334       | 147       | 128        | -         | 2,43      | .907      | 23        | 21        | 5         | 16         | -         | 2,60      | .907      | 0         | 0           |
| Viktor Fasth     | 35         | 2013      | 2015      | 33        | 6         | 15         |           |           |           |           |           |           |            |           |           |           |           |             |
| Jonas Gustavsson | 50         | 2016      | 2017      | 7         | 1         | 3          |           |           |           |           |           |           |            |           |           |           |           |             |

| Utespelare               | Utespelare | Utespelare | Utespelare | Utespelare | Utespelare | Utespelare | Utespelare | Utespelare | Utespelare | Utespelare | Utespelare | Utespelare | Utespelare | Utespelare | Utespelare | Utespelare  |
| Spelare                  | Pos        | Tröjnummer | K/A        | Från       | Till       | Matcher¹   | Mål¹       | Assists¹   | Poäng¹     | PIM¹       | Matcher²   | Mål²       | Assists¹   | Poäng²     | PIM²       | Stanley Cup |
| ------------------------ | ---------- | ---------- | ---------- | ---------- | ---------- | ---------- | ---------- | ---------- | ---------- | ---------- | ---------- | ---------- | ---------- | ---------- | ---------- | ----------- |
| Willy Lindström          | HF         | 19         |            | 1983       | 1985       | 163        | 40         | 41         | 81         | 58         | 53         | 12         | 17         | 29         | 22         | 2           |
| Kent Nilsson             | C          | 15         |            | 1987       | 1987       | 17         | 5          | 12         | 17         | 4          | 21         | 6          | 13         | 19         | 6          | 1           |
| Peter Eriksson           | VF         | 26         |            | 1989       | 1990       | 20         | 3          | 3          | 6          | 24         | 0          | 0          | 0          | 0          | 0          | 0           |
| Tomas Jonsson            | B          | 23         |            | 1989       | 1989       | 20         | 1          | 10         | 11         | 22         | 4          | 2          | 0          | 2          | 6          | 0           |
| Tommy Lehmann            | C          | 23         |            | 1989       | 1990       | 1          | 0          | 0          | 0          | 0          | 0          | 0          | 0          | 0          | 0          | 0           |
| Fredrik Olausson         | B          | 15         |            | 1993       | 1996       | 108        | 9          | 35         | 44         | 54         | 0          | 0          | 0          | 0          | 0          | 0           |
| Kent Nilsson             | C          | 15         |            | 1995       | 1995       | 6          | 1          | 0          | 1          | 0          | 0          | 0          | 0          | 0          | 0          | 0           |
| Mats Lindgren            | C          | 14         |            | 1996       | 1999       | 199        | 29         | 39         | 68         | 76         | 12         | 1          | 1          | 2          | 10         | 0           |
| Fredrik Bremberg         | HF         | 7          |            | 1998       | 1999       | 8          | 0          | 0          | 0          | 2          | 0          | 0          | 0          | 0          | 0          | 0           |
| Bert Robertsson          | B          | 14         |            | 1999       | 2000       | 52         | 0          | 4          | 4          | 34         | 5          | 0          | 0          | 0          | 0          | 0           |
| Dick Tärnström           | B          | 33,23      |            | 2006 2007  | 2006 2008  | 51         | 2          | 7          | 9          | 64         | 12         | 0          | 2          | 2          | 10         | 0           |
| Daniel Tjärnqvist        | B          | 29         |            | 2006       | 2007       | 37         | 3          | 12         | 15         | 30         | 0          | 0          | 0          | 0          | 0          | 0           |
| Robert Nilsson           | HF         | 12         |            | 2007       | 2010       | 199        | 31         | 67         | 98         | 64         | 0          | 0          | 0          | 0          | 0          | 0           |
| Johan Motin              | B          | 58         |            | 2009       | 2012       | 1          | 0          | 0          | 0          | 0          | 0          | 0          | 0          | 0          | 0          | 0           |
| Linus Omark              | VF         | 23         |            | 2010       | 2014       | 66         | 8          | 22         | 30         | 34         | 0          | 0          | 0          | 0          | 0          | 0           |
| Magnus Pääjärvi Svensson | VF         | 91         |            | 2010       | 2013       | 163        | 26         | 32         | 85         | 34         | 0          | 0          | 0          | 0          | 0          | 0           |
| Anton Lander             | C          | 51         |            | 2011       | 2017       | 215        | 10         | 25         | 35         | 56         | 0          | 0          | 0          | 0          | 0          | 0           |
| Adam Larsson             | B          | 6          | A          | 2016       | 2021       | 329        | 16         | 52         | 78         | 192        | 19         | 2          | 6          | 8          | 6          | 0           |
| Oscar Klefbom            | B          | 77         |            | 2013       | 2024       | 378        | 34         | 122        | 156        | 74         | 16         | 2          | 5          | 7          | 0          | 0           |
| Mattias Janmark          | C          | 26         |            | 2022       |            |            |            |            |            |            |            |            |            |            |            |             |
| Pontus Åberg             | VF         | 28         |            | 2018       | 2019       | 16         | 2          | 6          | 8          | 2          | 0          | 0          | 0          | 0          | 0          | 0           |
| Joel Persson             | B          | 36         |            | 2019       | 2020       | 13         | 0          | 2          | 2          | 2          | 0          | 0          | 0          | 0          | 0          | 0           |
| Philip Broberg           | B          | 86         |            | 2021       | 2024       | 81         | 2          | 11         | 13         | 10         | 20         | 2          | 1          | 3          | 4          | 0           |
| William Lagesson         | B          | 84         |            | 2019       | 2022       | 57         | 0          | 6          | 6          | 22         | 0          | 0          | 0          | 0          | 0          | 0           |
| Mattias Ekholm           | B          | 14         |            | 2023       |            |            |            |            |            |            |            |            |            |            |            |             |
| Viktor Arvidsson         | HF         | 33         |            | 2024       | 2025       | 67         | 15         | 12         | 27         | 24         | 15         | 2          | 5          | 7          | 6          |             |
| John Klingberg           | B          | 36         |            | 2025       | 2025       | 11         | 1          | 3          | 4          | 8          | 19         | 1          | 3          | 4          | 2          |             |

¹ = Grundserie
² = Slutspel
Övertid = Vunnit matcher som har gått till övertid. | GAA = Insläppta mål i genomsnitt | SVS% = Räddningsprocent | Nollor = Hållit nollan det vill säga att motståndarlaget har ej lyckats göra mål på målvakten under en match. | K/A = Om spelare har varit lagkapten och/eller assisterande lagkapten | PIM = Utvisningsminuter

## Oilers förstarundsval i NHL Entry Draft
| - 1979: Kevin Lowe (Oilers, Rangers) (1979–1998, B) Vald som nummer 21. - 1980: Paul Coffey (Oilers, Penguins, Kings, Red Wings, Whalers, Flyers, Blackhawks, Hurricanes, Bruins) (1980–2001, B) Vald som nummer sex. - 1981: Grant Fuhr (Oilers, Maple Leafs, Sabres, Kings, Blues, Flames) (1981–2000, MV) Vald som nummer åtta. - 1982: Jim Playfair (Oilers, Blackhawks) (1983–1984, 1987–1989, B) Vald som nummer 20. - 1983: Jeff Beukeboom (Oilers, Rangers) (1986–1999, B) Vald som nummer 19. - 1984: Selmar Odelein (Oilers) (1985–1986, 1987–1989, B) Vald som nummer 21. - 1985: Scott Metcalfe (Oilers, Sabres) (1987–1990, C) Vald som nummer 20. - 1986: Kim Issel (Oilers) (1988–1989, HF) Vald som nummer 21. - 1987: Peter Soberlak (Spelade aldrig i NHL.) (, VF) Vald som nummer 21. - 1988: François Leroux (Oilers, Senators, Penguins, Avalanche) (1988–1998, B) Vald som nummer 19. - 1989: Jason Soules (Spelade aldrig i NHL.) (, B) Vald som nummer 15. - 1990: Scott Allison (Spelade aldrig i NHL.) (, C) Vald som nummer 17. - 1991: Tyler Wright (Oilers, Penguins, Blue Jackets, Mighty Ducks) (1992–2006, C) Vald som nummer 12. - 1991: Martin Ručinský (Oilers, Nordiques, Avalanche, Canadiens, Stars, Rangers, Blues, Canucks) (1991–2008, VF) Vald som nummer 20. | - 1992: Joe Hulbig (Oilers, Bruins) (1996–2001, VF) Vald som nummer 13. - 1993: Jason Arnott (Oilers, Devils, Stars, Predators, Capitals, Blues) (1993–, C) Vald som nummer sju. - 1993: Nick Stajduhar (Oilers) (1995–1996, B) Vald som nummer 16. - 1994: Jason Bonsignore (Oilers, Lightning) (1994–1996, 1997–1999, C) Vald som nummer fyra. - 1994: Ryan Smyth (Oilers, Islanders, Avalanche, Kings) (1994–, VF) Vald som nummer sex. - 1995: Steve Kelly (Oilers, Lightning, Devils, Kings) (1996–2004, VF) Vald som nummer sex. - 1996: Boyd Devereaux (Oilers, Red Wings, Coyotes, Maple Leafs) (1997–2009, C) Vald som nummer sex. - 1996: Matthieu Descoteaux (Canadiens) (2000–2001, B) Vald som nummer 19. - 1997: Michel Riesen (Oilers) (2000–2001, HF) Vald som nummer 14. - 1998: Michael Henrich (Spelade aldrig i NHL.) (, HF) Vald som nummer 13. - 1999: Jani Rita (Oilers, Penguins) (2001–2006, VF) Vald som nummer 13. - 2000: Alexei Mikhnov (Oilers) (2006–2007, VF) Vald som nummer 17. - 2001: Aleš Hemský (Oilers) (2002–, HF) Vald som nummer 13. - 2002: Jesse Niinimäki (Spelade aldrig i NHL.) (, C) Vald som nummer 15. | - 2003: Marc-Antoine Pouliot (Oilers, Lightning, Coyotes) (2005–2012, C) Vald som nummer 22. - 2004: Devan Dubnyk (Oilers) (2009–, MV) Vald som nummer 14. - 2004: Rob Schremp (Oilers, Islanders, Thrashers) (2006–2011, C) Vald som nummer 25. - 2005: Andrew Cogliano (Oilers, Ducks) (2007–, C) Vald som nummer 25. - 2006: Oilers saknade val i förstarundan. - 2007: Sam Gagner (Oilers) (2007–, C) Vald som nummer sex. - 2007: Alex Plante (Oilers) (2009–, B) Vald som nummer 15. - 2007: Riley Nash (Hurricanes) (2011–, C) Vald som nummer 21. - 2008: Jordan Eberle (Oilers) (2010–, C) Vald som nummer 22. - 2009: Magnus Pääjärvi Svensson (Oilers, Blues) (2010–, VF) Vald som nummer tio. - 2010: Taylor Hall (Oilers) (2010–, VF) Vald som nummer ett. - 2011: Ryan Nugent-Hopkins (Oilers) (2011–, C) Vald som nummer ett. - 2011: Oscar Klefbom (Spelar i NHL.) (, B) Vald som nummer 19. - 2012: Nail Jakupov (Oilers) (2013–, HF) Vald som nummer ett. - 2013: Darnell Nurse (Spelar i NHL) (, B) Vald som nummer sju. - 2015: Connor McDavid Vald som nummer ett. |